# Чемпионат Европы по дзюдо 1970

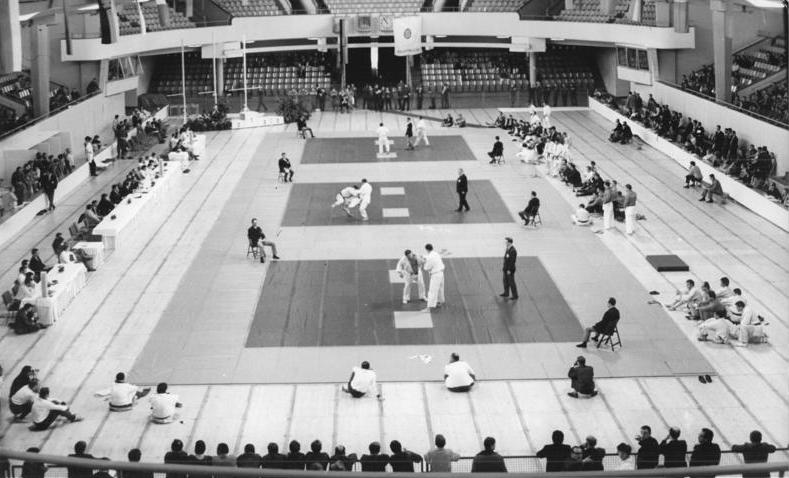
Соревнования чемпионата Европы 1970 года.

Чемпионат Европы по дзюдо 1970 года прошёл 23-24 мая в Восточном Берлине (ГДР) на арене «Вернер-Зеленбиндер-Халле».

## Общий медальный зачёт
| Место | Страна         | Золото | Серебро | Бронза | Всего |
| ----- | -------------- | ------ | ------- | ------ | ----- |
| 1     | ГДР            | 2      | 2       | 5      | 9     |
| 2     | СССР           | 1      | 1       | 2      | 4     |
| 3     | Франция        | 1      | 0       | 2      | 3     |
| 4=    | ФРГ            | 1      | 0       | 1      | 2     |
| 4=    | Великобритания | 1      | 0       | 1      | 2     |
| 6     | Нидерланды     | 0      | 3       | 1      | 4     |

## Медалисты
| Весовая категория    | Золото                        | Серебро                      | Бронза                                                   |
| -------------------- | ----------------------------- | ---------------------------- | -------------------------------------------------------- |
| До 63 кг             | Жан-Жак Мунье (Франция)       | Сергей Суслин (СССР)         | Дитер Шольц (ГДР) Карл-Хайнц Вернер (ГДР)                |
| До 70 кг             | Рудольф Хендель (ГДР)         | Дитмар Хётгер (ГДР)          | Энгельберт Дёрбандт (ФРГ) Эдуард Маллен (Великобритания) |
| До 80 кг             | Брайан Джэкс (Великобритания) | Мартин Поглайен (Нидерланды) | Хорст Лойпольд (ГДР) Отто Смират (ГДР)                   |
| До 93 кг             | Владимир Покатаев (СССР)      | Уве Шток (ГДР)               | Пьер Альбертини (Франция) Евгений Солодухин (СССР)       |
| Свыше 93 кг          | Клаус Глан (ФРГ)              | Виллем Рюска (Нидерланды)    | Дирк Эвеленс (Нидерланды) Хайнц Шульце (ГДР)             |
| Абсолютная категория | Клаус Хенниг (ГДР)            | Виллем Рюска (Нидерланды)    | Жан-Клод Брондани (Франция) Сергей Новиков (СССР)        |